# Ritsuko Okazaki
Ritsuko Okazaki (岡崎 律子 Okazaki Ritsuko?) (29 de diciembre de 1959 - 5 de mayo de 2004) fue una cantante y compositora japonesa nacida en la isla de Hashima, Prefectura de Nagasaki. Hizo su debut profesional con el sencillo Kanashii Jiyū / Koi ga, Kiete Yuku. También es conocida como la Shelby Flint de Japón.

## Biografía

### Primeros años
Ritsuko Okazaki nació en la isla de Hashima, Prefectura de Nagasaki el 29 de diciembre de 1959. Ella era zurda, aunque durante su niñez, su madre la obligó a usar la mano diestra para las tareas diarias. Tras algunas recomendaciones, su madre dejó de forzar el uso de la mano diestra para potenciar el uso de su mano izquierda. En sus años de escuela trabajó medio tiempo en una panadería y ensayó con su banda, Eleanor, donde tocaba el piano y era parte del coro.

### Carrera
Okazaki hizo su debut como cantante y compositora en 1993. Durante la década de 1990,  continúo cantando y también escribió canciones para varios actores de voz. Al entrar al mundo del anime, compuso canciones para las series Wedding Peach, Fruits Basket, Princess Tutu, Symphonic Rain, Suki-tte ii na yo y Love Hina. En 2002 formó el dúo Melocure, junto a la cantautora Megumi Hinata. En los siguientes años lanzó varios sencillos y un álbum Melodic Hard Cure. Okazaki también produjo varias canciones durante estos años para diversos artistas como Megumi Hayashibara, Mayumi Iizuka, y Yui Horie.

### Muerte
En 2003 se le diagnosticó un cáncer estomacal, aunque siguió adelante con su carrera. A partir de este diagnóstico, se publicaron pocas noticias acerca de ella y su estado de salud. A un año de su fallecimiento se conoció que estaba trabajando en el CD musical del relanzamiento de novela visual Symphonic Rain.
Falleció el 5 de mayo de 2004, tras un shock séptico a raíz de una septicemia. Fue incapaz de dejar por escrito su legado, y por tanto sus trabajos quedaron inconclusos.

## Discografía

### Sencillos
| Título | Fecha de lanzamiento     | Notas |
| --- | ------------------------ | --- |
| Kanashii Jiyū / Koi ga, Kiete Yuku (悲しい自由 / 恋が、消えてゆく, Amor de Libertad / Triste ha Desaparecido)                                   | 3 de marzo de 1993       | |
| Sai'ai / Jūnigatsu Ningún Yuki ningún Hola (最愛 / 12 月の雪の日, Amado / El Snowy Día de diciembre)                                            | 23 de febrero de 1994    | |
| Chōkyori Denwa / Novia (長距離電話 / Novia, Novia de Llamada de Distancia / Larga)                                                              | 15 de septiembre de 1994 | |
| Riguretto ~Koibito Nara~ / Shigatsu ningún Yuki (リグレット～恋人なら～ / ４月の雪, Remordimiento ~Si como Amantes~ / La Nieve en April)        | 25 de abril de 1996      | |
| Una Vida Feliz / Hamingu (Una Vida Feliz / ～ハミング～, Una Vida Feliz / Humming)                                                              | 25 de agosto de 1996     | "Una Vida Feliz" cantada por Megumi Hayashibara como el tema de apertura para Gakuen Utopía Manabi Directamente!. |
| Lluvia o Brillo -Futte mo Harete mo- / Tierra Blanca (Lluvia o Brillar －降っても晴れても－ / Tierra Blanca)                                    | 25 de octubre de 1997    | |
| L'aquoiboniste (Muzōsa Shinshi) / Moonshadow (L'aquoiboniste (無造作紳士) / Moonshadow, L'aquoiboniste (Problema-Señor libre) / Sombra de Luna) | 8 de diciembre de 1999   | Cubierta japonesa de "L'aquoiboniste" por Jane Birkin                                                             |
| Para Furutsū Basuketto / Chiisana Inori (Para フルーツバスケット / 小さな祈り, Para Cesta de Frutas / Una Oración Pequeña)                      | 25 de julio de 2001      | El de apertura y acabando temas para Natsuki Takaya anime adaptación, Cesta de Frutas.                            |
| Gracia de mañana | 23 de octubre de 2002    | El tema de apertura y cierre para Princess Tutu.                                                                  |
| Amistad ~Para Suki-tte Ii na yo~ (Amistad ~para 好きっていいなよ。, Amistad ~para Decir me Encantas.)                                           | Noviembre de 2012        | Canción de apertura para anime Suki-tte Ii na yo.                                                                 |

### Álbumes
| Título                                                                  | Fecha de lanzamiento    | Notas |
| ----------------------------------------------------------------------- | ----------------------- | --- |
| Sinceramente el vuestro                                                 | 24 de marzo de 1993     | |
| Joyful Calendario                                                       | 23 de marzo de 1994     | |
| Una Vida Feliz                                                          | 25 de mayo de 1996      | |
| Ritzberry Campos                                                        | 21 de agosto de 1997    | |
| Lluvia o Brillo                                                         | 25 de octubre de 1997   | |
| {{{1}}} (おはよう Ohayō?, Good Morning) (, Buenos días)                 | 6 de noviembre de 1998  | |
| Love Hina Okazaki Collection                                            | 15 de diciembre de 2001 | |
| Love Hina Self Cover Album                                              | 16 de diciembre de 2001 | |
| La vida es preciosa.                                                    | 5 de febrero de 2003    | |
| Sister Princess - Re Pure - Characters Ending-Shu Album "Twelve Angels" | 5 de febrero de 2003    | |
| Para Ritz                                                               | 29 de diciembre de 2004 | Contiene Okazaki cubierta de las canciones de Lluvia Sinfónica.                                           |
| Vida & de amor: trabajos privados 1999-2001                             | 5 de mayo de 2005       | Incluye canciones de 3 promocionales CDs anteriormente exclusivos para sus miembros de club del seguidor. |

Fuente: